# گوندوز کیلیچ
گوندوز کیلیچ (انگلیسی: Gündüz Kılıç؛ ۲۹ اکتبر ۱۹۱۸ – ۱۷ مهٔ ۱۹۸۰) بازیکن فوتبال اهل ترکیه بود.
از باشگاه‌هایی که در آن بازی کرده‌است می‌توان به باشگاه فوتبال گالاتاسرای اشاره کرد.
وی همچنین در تیم ملی فوتبال ترکیه بازی کرده‌است.